# チャールズ・ディロン (第10代ディロン子爵)
第10代ディロン子爵チャールズ・ディロン（英語: Charles Dillon, 10th Viscount Dillon、1701年 – 1741年10月24日）は、アイルランド貴族。

## 生涯
ディロン伯爵アーサー・ディロン（1733年2月5日没）とクリスティアーナ・シェルドン（Christiana Sheldon、1680年頃 – 1757年8月5日、ラルフ・シェルドン（1633年 – 1723年）の娘）の息子として、1701年に生まれた。
フランス王国陸軍で歩兵連隊の隊長を務め、ポーランド継承戦争中の1734年に対オーストリア戦役を戦った。
1735年1月16日、フランシス・ディロン（Frances Dillon、1739年1月17日没、伯父ヘンリーの息子リチャードの娘）と結婚、1男をもうけた。
- チャールズ（1738年11月10日 – 1739年5月）

1737年2月に義父にあたる第9代ディロン子爵リチャード・ディロンが死去すると、ディロン子爵の爵位を継承した。
1741年10月24日に死去、セント・パンクラスで埋葬された。弟ヘンリーが爵位を継承した。